# エムズタウン幸手
エムズタウン幸手（エムズタウンさって）は、埼玉県幸手市上高野の国道4号線沿いに所在するショッピングセンターである。2005年（平成17年）12月8日開業。

## 概要
マルエツ開発が運営しているショッピングセンター。敷地面積は38,244平方メートル。マルエツを核に16の店舗が東西2ブロックに分かれて構成されている。

## 主な店舗
出店テナントの全店の一覧・詳細情報は公式サイト「エムズタウン幸手ショップ一覧」を参照

### 東館（第一期で全開業）
- マルエツ 幸手上高野店
- ユニクロ 幸手店
- サイゼリヤ エムズタウン幸手店
- TSUTAYA 幸手店[1]
  - 開業当初はサンドラッグが幸手上高野店として出店していたが、圏央道の建設に伴う橋脚設置の際にヨークマート幸手店が埼玉県立幸手高等学校の周辺に移転したため[2]、サンドラッグもヨークマート敷地内に移転し、名称も幸手店に変更されている。

### 西館（第一期開業）
- 西松屋 エムズタウン幸手店
- ダイソー エムズタウン幸手店
- ファーストキッチン エムズタウン幸手店
- メガネスーパー エムズタウン幸手店

### 西館（第二期開業）
- シネプレックス幸手
- にこぱ 幸手店
- アナザースクリーン 幸手店

### 南館
- OUTLET-J エムズタウン幸手店
- ABCマート エムズタウン幸手店
- セカンドストリート エムズタウン幸手店
- ドコモショップ 幸手店
- スシロー 幸手店
- みつば歯科